# Коштово
Коштово (пол. Kosztowo, нім. Friedrichshöhe) — село в Польщі, у гміні Вижиськ Пільського повіту Великопольського воєводства.
Населення — 586 осіб (2011).
У 1975-1998 роках село належало до Пільського воєводства.

## Демографія
Демографічна структура станом на 31 березня 2011 року:
|          | Загалом | Допрацездатний вік | Працездатний вік | Постпрацездатний вік |
| -------- | ------- | ------------------ | ---------------- | -------------------- |
| Чоловіки | 277     | 62                 | 187              | 28                   |
| Жінки    | 309     | 65                 | 186              | 58                   |
| Разом    | 586     | 127                | 373              | 86                   |